# Compagnon de la Libération
Pour les articles homonymes, voir Libération.

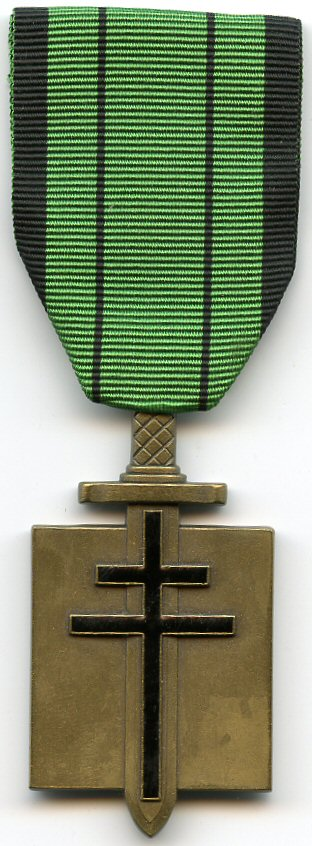
Croix de l'ordre de la Libération avec le 2e modèle de ruban.

Un compagnon de la Libération est un membre de l'ordre de la Libération, créé le 16 novembre 1940 par le général de Gaulle en tant que « chef des Français libres » pour « récompenser les personnes ou les collectivités militaires et civiles qui se seront signalées dans l'œuvre de libération de la France et de son empire » durant la Seconde Guerre mondiale.
Mille trente-huit personnes, cinq communes et dix-huit unités combattantes ont ainsi été nommées compagnons de la Libération. Parmi ces 1 038 compagnons, 271 l'ont été à titre posthume, 60 n'étaient pas des Français au moment de leur nomination et 6 sont des femmes.
L'ordre est forclos depuis 1946, et seules 1 061 croix de compagnons ont été accordées.

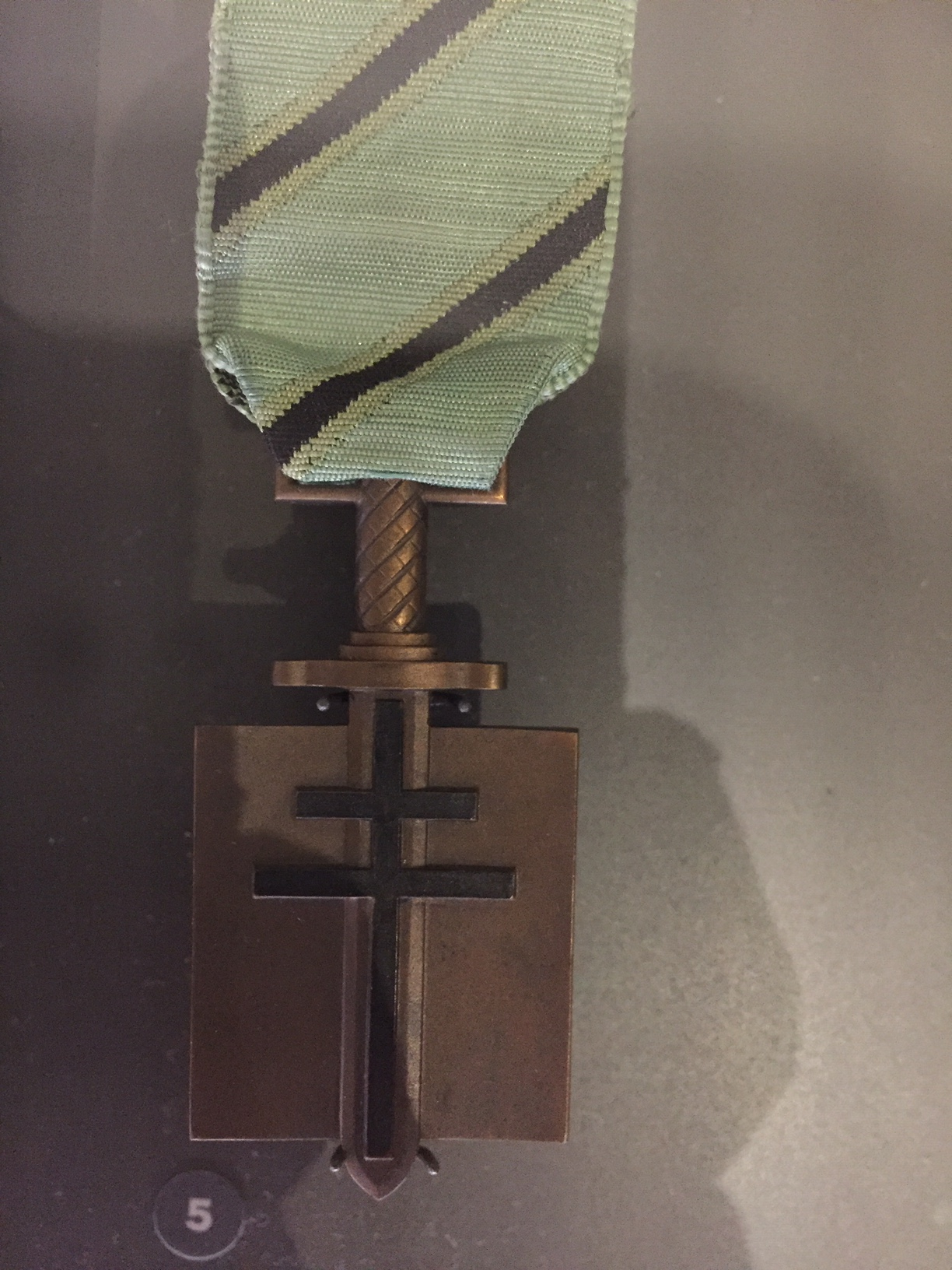
Croix de l'ordre de la Libération avec le 1er modèle de ruban.

L'ordre s'est officiellement éteint à la suite de la disparition du dernier compagnon de la Libération Hubert Germain le 12 octobre 2021 à l'âge de 101 ans.
Dans l'ordre de préséance des décorations en France, la croix de la Libération est portée immédiatement après la Légion d'honneur et avant la médaille militaire.

## Description

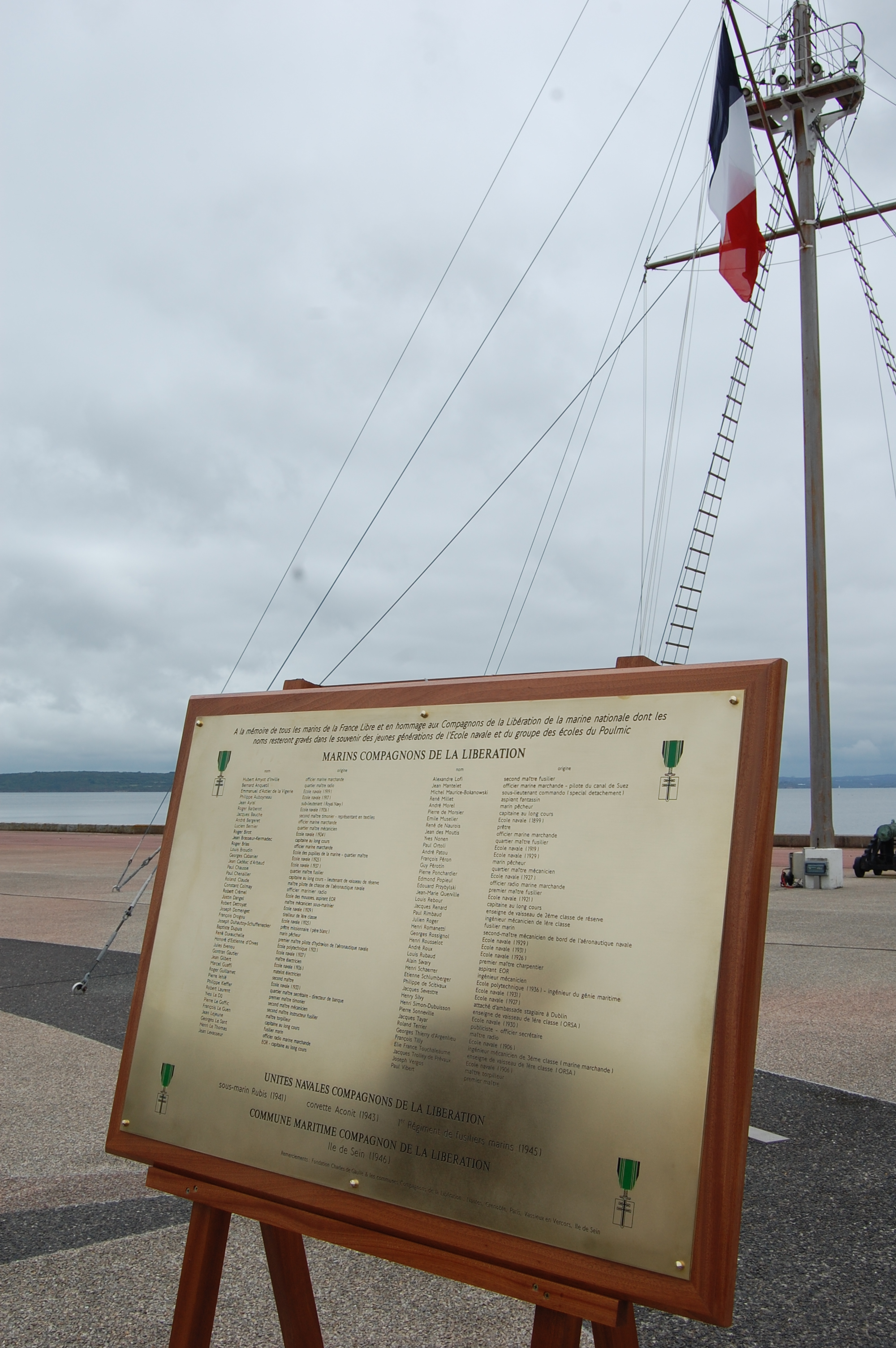
Présentation de la plaque commémorative des « marins compagnons de la Libération » à l'École navale, le 18 juin 2013.

Le titre de compagnon de la Libération a été décerné pour récompenser les personnes, les unités militaires et les collectivités civiles se signalant dans l'œuvre de libération de la France et de son empire, d'après l'article 1er de l'ordonnance du 16 novembre 1940 qui a créé l'ordre,.
Ainsi, 1 038 personnes, cinq communes (Paris, Île-de-Sein, Nantes, Grenoble et Vassieux-en-Vercors) mais aussi dix-huit unités combattantes dont deux bâtiments de guerre comptent au nombre des compagnons de la Libération lors de la signature du décret de forclusion de l'ordre de la Libération, soit le 23 janvier 1946. Parmi les 1 038 compagnons, 271 ont été nommés à titre posthume. Le plus jeune, mort à 14 ans, est Mathurin Henrio.
Soixante-treize étrangers ou Français nés étrangers, de 25 nationalités différentes, ont été faits compagnons. Parmi les plus célèbres, on peut citer Dwight D. Eisenhower, le roi Mohammed V du Maroc. Le roi du Royaume-Uni George VI et Winston Churchill sont décorés après la forclusion de l'ordre.
Le 12 octobre 2021, Florence Parly, ministre des Armées, annonce au Sénat la disparition d'Hubert Germain, ultime compagnon survivant depuis la mort de Daniel Cordier en novembre 2020. À ce titre, il est inhumé dans la crypte du mémorial de la France combattante au mont Valérien le 11 novembre 2021.

## Attribution
Si l'ensemble des histoires des compagnons représente assez bien l'histoire de la France libre, de la résistance intérieure française et de l'armée française de la Libération, on constate toutefois que les différentes catégories ne sont pas représentées dans des proportions conformes à leur participation réelle. Les circonstances, les difficultés de l'époque pour connaître l'action réelle de la résistance, les critères du général de Gaulle et son départ rapide du pouvoir en 1946, expliquent probablement ce fait.
Sur les 1 038 compagnons on ne compte que six femmes,, ce qui est très en deçà de leur proportion dans les rangs de la Résistance. La résistance intérieure est de même sous-représentée par rapport à la France libre qui représente les trois quarts des décorés. Le général de Gaulle a en effet d'abord commencé par décorer des combattants et des agents que lui ou ses proches connaissaient ; ses contacts avec les autres composantes de la résistance intérieure française ne se sont vraiment noués que vers 1942, période qui vit l'unification de celle-ci sous l'égide de Londres par Jean Moulin. De surcroît, dans l'opacité de la lutte clandestine, les chefs des mouvements avaient plus de difficultés à repérer des patriotes les plus méritants pour les proposer pour des décorations, alors que les combattants des FFL se battaient généralement au grand jour. En principe, chaque mouvement de la résistance intérieure disposait de deux croix. Mais un certain nombre de chefs ou de hautes figures des mouvements de résistance n'ont jamais reçu celle-ci, par exemple les époux Raymond et Lucie Aubrac ou les fondateurs du mouvement « Défense de la France ». Même d'indéfectibles soutiens du général de Gaulle tels Philippe Peschaud ou plus tardifs comme Michel Debré, n'ont pas été faits compagnons, parfois au grand dam du général,.
Bien que Philippe de Gaulle ait rejoint son père dès le lendemain de son célèbre appel, le 19 juin 1940, sans d'ailleurs avoir entendu celui-ci, il ne sera jamais nommé membre de l'ordre de la Libération et c'est Hubert Germain décédé en octobre 2021, qui est le dernier représentant des compagnons de la Libération,.
On peut également remarquer que les maréchaux Jean de Lattre de Tassigny, Philippe Leclerc de Hauteclocque et Pierre Kœnig sont compagnons alors que le maréchal Juin ne l'est pas.
10% des compagnons de la Libération n'avaient pas vingt ans au début de la guerre, en 1939.

## Liste des compagnons de la Libération
A
- André Aalberg
- Michel Abalan
- Valentin Abeille
- José Aboulker
- Robert Abraham
- Henri Adeline
- Alain Agenet
- Édouard Ahnne
- Marcel Albert
- Berty Albrecht
- Blaise Alexandre
- Roland Alibert de Falconnet
- Émile Allegret
- Roger Allouès
- Henri Amiel
- Dimitri Amilakvari
- René Amiot
- Hubert Amyot d'Inville
- Louis Andlauer
- Roger André
- Gustave André
- Jacques Andrieux
- Pierre Anglade
- Bernard Anquetil
- Roméo Antoniotti
- Raymond Appert
- Pierre Arainty
- Louis Armand
- Michel Arnaud
- Paul Arnault
- Pierre Arrighi
- François Arzel
- Henri d'Astier de La Vigerie
- Emmanuel d'Astier de La Vigerie
- François d'Astier de La Vigerie
- Jean Astier de Villatte
- Pierre Aubertin
- Philippe Auboyneau
- Antoine Avinin
- Fernand Aymé
- Jean Ayral

B
- Gabriel Bablon
- René Babonneau
- Joseph Bakos
- Jean Ballarin
- André Ballatore
- Jacques Ballet
- Bernard Barberon
- Roger Barberot
- Gustave Barlot
- Raymond Basset
- Paul Batiment
- Jacques Bauche
- Guy Baucheron de Boissoudy
- René Bauden
- René Baudry
- Jacques Baumel
- Georges Bavière
- Maurice Bayrou
- Jean de Bazelaire de Ruppierre
- Jacques Beaudenom de Lamaze
- Henri Beaugé-Bérubé
- Pierre Beaugrand
- Jean Bécourt-Foch
- Didier Béguin
- Louis Béguin
- Valentin Béhélo
- Mohamed Bel Hadj
- Jean Bellec
- Émile Bellet
- Louis Bénard
- Auguste Bénébig
- Henri Bénévène
- Lionel Beneyton
- Pierre de Bénouville
- Raoul Béon
- Alfred Bergamin
- Georges Bergé
- Jean-Pierre Berger
- André Bergeret
- Pierre Bernard
- Claude Bernard
- Philippe Bernardino
- Adrien Bernavon
- Lucien Berne
- Pierre Bernheim
- Lucien Bernier
- Pierre Bertaux
- Jean Bertin
- Jean Bertoli
- Antonin Betbèze
- Antoine Béthouart
- Pierre Beucler
- Georges Bidault
- François Bigo
- Pierre Billotte
- Abel Billy
- Robert Bineau
- Jacques Bingen
- François Binoche
- Roger Birot
- Antoine Bissagnet
- Arnaud Bisson
- André Blanchard
- René Blanchard
- Pierre Blanchet
- Jacques Blasquez
- Sigismond Blednicki
- Louis Blésy
- Maurice du Boisrouvray
- Alain de Boissieu (chancelier de l'ordre, 2002-2006)
- François Bolifraud
- Émile Bollaert
- André Bollier
- Michel Bollot
- Paul Bonaldi
- Georges Bonnet
- Claude Bonnier
- Maurice Bonté
- Louis Bonvin
- François Boquet
- Henri de Bordas
- Sidiki Boubakari
- Jean-Nicolas Bouchez
- Claude Bouchinet-Serreulles
- Michel Boudier
- André Boulloche
- Henri Bouquillard
- Claude Bourdet
- Jacques Bourdis
- Henri Bourgeois
- Maurice Bourgès-Maunoury
- Pierre Bourgoin
- Pierre-Louis Bourgoin
- Augustin Bourrat
- Édouard Bourret
- Émile Bouthemy
- Léon Bouvier
- René Bouvret
- Laurent Bovis
- André Boyer
- Jacques Branet
- Gabriel Branier
- Jean Brasseur-Kermadec
- Raphaël Briard
- Roger Brias
- Charles Bricogne
- Martial Brigouleix
- René Briot
- Pierre Briout
- Pierre Brisdoux Galloni d'Istria
- Félix Broche
- Diego Brosset
- Pierre Brossolette
- Louis Broudin
- Amédée Brousset
- André Brunel
- Gabriel Brunet de Sairigné
- Jacques Brunschwig-Bordier
- Augusto Bruschi
- Pierre Brusson
- Paul Buffet-Beauregard
- Gilbert Bugeac
- Georges Buis

C
- Georges Cabanier
- Jean Cadéac d'Arbaud
- René Cailleaud
- Michel de Camaret
- Lucien Cambas
- Gustavo Camerini
- Jean-Claude Camors
- Joseph Canale
- Georges Canépa
- André Cantès
- Jean Capagorry
- Michel Carage
- Roger Carcassonne-Leduc
- François Carré de Lusançay (alias Yves de la Hautière)
- Jean-Claude Carrier
- Joseph Casile
- René Casparius
- René Cassin
- Jean Cassou
- Noël Castelain
- Georges Catroux
- Jean Cavaillès
- Alfred Maurice Cazaud
- Roger Ceccaldi
- Jean Cédile
- Jacques Chaban-Delmas
- Julien Chabert
- Albert Chambonnet
- Jean-Louis Chancel
- Claude Chandon
- Pol Charbonneaux
- Albert Chareyre
- Guy Charmot
- Henri Chas
- Pierre Chateau-Jobert
- Guy Chauliac
- Guy Chaumet
- Paul Chausse
- Albert Chavanac
- Eugène Chavant
- Guy Chavenon
- Paul Chenailler
- Camille Chevalier
- Maurice Chevance
- Bernard Chevignard
- Pierre de Chevigné
- Gilbert Chevillot
- Geoffroy Chodron de Courcel
- Maurice Choron
- Sir Winston Churchill[b]
- Maurice Claisse
- Roland Claude
- Eugène Claudius-Petit
- Charles Clerc
- Charles Cliquet
- Francis-Louis Closon
- Pierre Clostermann
- Jean-François Clouët des Pesruches (Galilée)
- Jean Coggia
- Philibert Collet
- Constant Colmay
- Charles Colonna d'Istria
- Paulin Colonna d'Istria
- Jean Colonna d'Ornano
- Adrien Conus
- Roger Coquoin
- Daniel Cordier
- Jean-Marie Corlu
- Édouard Corniglion-Molinier
- Renaud de Corta
- Louis Cortot
- Henri Cotteret
- Christian Coudray
- Hervé Coué
- Émile Coulaudon
- Jean Coupigny
- Pierre Cournarie
- Paul Courounet
- Edmond Coussieu
- Robert Crémel
- Jean Crépin
- Roger Crivelli
- René Crocq
- Irénée Cros
- Michel Cruger
- Robert Cunibil
- Camille Cunin

D
- André Dammann
- Justin Dangel
- Émile Da Rif
- Yves de Daruvar
- Edmond Debeaumarché
- Henri Debiez
- Eugène Déchelette
- Raymond Decugis
- Raymond Defosse
- Marcel Degliame
- André Déglise-Favre
- Émile Dehon
- Pierre Dejussieu-Pontcarral
- Maurice Delage
- Raymond Delange
- Charles Delestraint
- Raymond Deleule
- André Delfau
- Dino Del Favero
- François Delimal
- Georges Delrieu
- Fortuné Delsaux
- Pierre Delsol
- Bernard Demolins
- Jean Demozay
- James Denis
- Pierre Deshayes
- Jean Desmaisons
- Victor Desmet
- Jules Detouche
- Robert Détroyat
- Jean Devé
- André Devigny
- André Dewavrin (Passy)
- Adolphe Diagne
- Laure Diebold
- Thadée Diffre
- Louis Dio
- Daniel Divry
- Jacques Dodelier
- Joseph Domenget
- Jan Doornik
- Idrisse Doursan
- Daniel Dreyfous-Ducas
- Jean Dreyfus
- François Drogou
- Raymond Dronne
- Henri Drouilh
- Jean Drouot-L'Hermine
- Raoul Duault
- Georges Dubois
- Gaston Duché de Bricourt
- Antoine Duchêne[c]
- Maurice Duclos
- Joseph Duhautoy-Schuffenecker
- Jean-Pierre Dulau
- François Dumont
- Roger Dumont
- Bernard Dupérier
- René Dupont
- Baptiste Dupuis
- Louis Dupuis
- Albert Durand
- Pierre Dureau
- Michel Durrmeyer
- René Duvauchelle

E
- Félix Éboué
- Hermann Eckstein
- Albert Eggenspiller
- Rudolf Eggs
- Dwight David Eisenhower
- Constant Engels
- Jean Éon
- Juan-José Espana
- Honoré d'Estienne d'Orves
- Jules Évenou
- Yves Ezanno

F
- Yves Farge
- Henry Farret
- Marceau Faucret
- Michel Faul
- Philippe Fauquet
- François Faure
- Marcel Faure
- André Favereau
- Benjamin Favreau
- Émile Fayolle
- Constantin Feldzer
- Maurice Ferrano
- Louis Ferrant
- Joseph de Ferrières de Sauveboeuf
- Henri Fertet
- Jean Fèvre
- Marcel Finance
- Louis Finet
- Pierre Finet
- Jacques Fitamant
- Paul Flandre
- Guy Flavien
- Albert Floch
- Jacques Florentin
- Louis Flury-Hérard
- Raphaël Folliot
- Albert Fossey-François
- Henri Fougerat
- François Fouquat
- Claudius Four
- Pierre Fourcaud
- Michel Fourquet
- Jean Fournier
- Louis Fournier de la Barre
- Pierre Fourrier
- Yvan Franoul
- Philippe Fratacci
- Pierre Frémond
- Henri Frenay
- Geoffroy Frotier de Bagneux
- Henri Fruchaud
- Bernard Fuchs
- Roger Furst

G
- Pierre Gabard
- Adolphe Gaétan
- André Gallas
- Robert Galley
- Gilbert Garache
- Pierre Garbay
- François Garbit
- Roger Gardet
- Gargué[d],[e]
- Henri Garnier
- Jean-Louis Garot
- Romain Gary
- René Gatissou
- Paul Gauffre
- Louis Gautheron
- Gontran Gauthier
- Marcel Gayant
- Alain Gayet
- Jean Gemähling
- André Genet
- René Génin
- Louis Gentil
- André Geoffroy
- Sa Majesté George VI[f]
- Roger Gérard
- André Gerberon
- Hubert Germain
- René Gervais
- Raymond Gibert-Seigneureau
- Jean Gilbert
- Xavier Gillot
- Ernest Gimpel
- Émile Ginas
- Alexandre Gins
- Noël Giorgi
- Arthur Giovoni
- Christian Girard
- Nicolas de Glos
- Louis Godefroy
- André-Jean Godin
- Joseph de Goislard de Monsabert
- Charles Gonard
- Henri Gorce-Franklin
- Jean Gosset
- Robert Gouby
- Jean de Goujon de Thuisy
- William Gould
- Georges Goumin
- François Goussault
- Georges Goychman
- Toussaint Gozzi
- Albert Grand
- Gilbert Grandval
- Georges Grasset
- André Gravier
- Paul Grenier
- Roger Grisey
- Alain Grout de Beaufort
- Marcel Guaffi
- Max Guedj
- Yves Guellec
- Alphonse Guéna
- Paul Guénon
- Albert Guérin
- Claude Guérin
- René Gufflet
- Gaston Guigonis
- Pierre Guilhemon
- Roger Guillamet
- Maurice Guillaudot
- Jacques de Guillebon
- Paul Guillon
- Marcel Guillot
- Maxime Guillot
- Auguste Guillou
- Georges Guingouin
- Jean Guyot
- Marius Guyot

H
- Joseph Hackin
- Marie Hackin
- Maurice Halna du Fretay
- Emmanuel d'Harcourt
- Bernard Harent
- Olivier de Pierrebourg[g]
- John F. Hasey
- Arnauld Haudry de Soucy
- Pierre de Hauteclocque
- Pierre Hautefeuille
- Jacques Hazard
- Bernard Hébert
- Jacques Hébert
- Jean Hellard
- Gérard Hennebert
- Mathurin Henrio
- André Henry
- Marcelle Henry
- Paul Héraud
- Pierre-Jean Herbinger
- Georges Héritier
- Jean d'Hers
- Robert Hervé
- Yves Hervé
- Claude Hettier de Boislambert (chancelier de l'ordre, 1962-1978)
- Alfred Heurtaux
- Jean-Marie Heyrend
- Jules Hirlemann
- Jean-Baptiste Houchet
- Georges Hugo
- Robert Huguet
- François d'Humières

I
- Paul Ibos
- Albert Idohou
- Pierre Iehle
- André Ima
- François Ingold (chancelier de l'ordre, 1958-1962)
- Henry Ingrand
- Victor Iturria

J
- Henry Jaboulay
- André Jacob
- François Jacob (chancelier de l'ordre, 2007-2011)
- Paul Jacquier
- Rodolphe Jaeger
- André Jamme
- André Janney
- Jean Jaouen
- Félix Jaquemet
- André Jarrot
- Edmond Jean
- Georges Jeanperrin
- Jean Jestin
- Marcel Jeulin
- Bertrand Jochaud du Plessix
- Jules Joire
- Paul Joly
- Paul Jonas
- Augustin Jordan
- Jacques Joubert des Ouches
- Georges Jouneau
- Maurice Jourdan
- Paul Jourdier
- Germain Jousse
- Pierre Julitte
- Yves Jullian
- Robert Jumel

K
- André Kailao
- Maurice Kaouza
- Henri Karcher
- Robert Kaskoreff
- Jean Kerléo
- Charles Kieffer
- Philippe Kieffer
- Auguste Kirmann
- Henry Kirsch
- Imre Kocsis
- Pierre Kœnig
- Jules de Koenigswarter
- Albert Kohan
- Yorgui Koli
- Marcel Kollen
- Noukoun Kone (ou Nouhoun Kone, ou Koné)
- Dominique Kosseyo
- Georges Koudoukou
- Paul Koudoussaragne
- Alexandre Krementchousky

L
- Henri Labit
- Jean de Laborde-Noguez
- François de Labouchère
- René la Combe
- Émile Laffon
- Henry Lafont
- Pierre Lafon
- Yves Lagatu
- Gustave Lager
- Roger de La Grandière
- André Lalande
- Georges Lamarque
- Pierre Lambert (préfet)
- Claude Lamirault
- Arnaud Langer
- Marcel Langer
- Pierre Langlois
- Xavier Langlois
- Jacques Langlois de Bazillac
- Roger Lantenois
- Georges Laouénan
- Jean Laquintinie
- Michel Larine
- Edgard de Larminat
- Raymond Lasserre
- Jean de Lattre de Tassigny
- Édouard Laurent
- Robert Laurent
- Jean-Claude Laurent-Champrosay
- Henri Laurentie
- Pierre Laureys
- Roger Lavenir
- André Lavergne
- Louis Le Bastard
- Marcel Lebois
- Albert Lebon
- Georges Le Carrour
- Philippe Leclerc de Hauteclocque
- Charles Le Cocq
- Jacques Lecompte-Boinet
- Guy Le Coniac de La Longrays
- Yves Le Dû
- Pierre Le Goffic
- François Le Guen
- Claude Le Hénaff
- Pierre Lefaucheux
- Marcel Lefèvre
- Paul Legentilhomme
- Yves Léger
- Charles Le Goasguen
- Pierre Le Gourierec
- Michel Legrand
- Jean Lejeune
- Paul Leistenschneider
- Jacques Lemarinel
- Jules Le Mière
- Pierre Le Moign'
- René Lemoine
- René Lenoir
- René Lepeltier
- Joseph Léonard
- Aimé Lepercq
- Claude Lepeu
- Pierre Lequesne
- Raymond Leroy
- Georges Le Sant
- Roger Lescure
- René Lesecq
- Joël Le Tac
- Henri Le Thomas
- Jean Levasseur
- Jean-Pierre Lévy
- Roger Lévy
- Henry Lévy-Finger
- Jean Lhuillier
- André Lichtwitz
- Lucien Limanton
- Hugues Limonti
- Albert Litas
- Albert Littolff
- Philippe Livry-Level
- Alexandre Lofi
- Pierre Louis-Dreyfus
- Edmond Louveau
- Jean Lucchesi
- Yves Lucchesi
- André Lugiez
- Charles Luizet

M
- Felipe Maeztu
- Edmond Magendie
- Louis Magnat
- Jean Magne
- Henri Magny
- Jean Mahé
- Yves Mahé
- Jacques Maillet
- Henri Maillot
- Louis Mairet
- Jean Mairey
- Pierre de Maismont
- Stanislas Malec-Natlacen
- Roger Malfettes
- Henri Malin
- Horace Mallet
- Jean-Pierre Mallet
- André Malraux
- Stanislas Mangin
- Henri Manhès
- Henri Manigart
- Jacques Mansion
- Claude Mantel
- Jean Mantelet
- Henri Marais
- Pierre Marchand
- Robert Marchand
- Jean Maridor
- Pierre Marienne
- Philippe Marmissolle-Daguerre
- Gérard Marsault
- Paul Marson
- Albert Marteau
- Christian Martell
- François Martin
- Marc Martin-Siegfried
- Albert Marty
- Louis Masquelier
- Olivier Massart
- Raymond Massiet
- Robert Masson
- Jacques Massu
- Antoine Masurel
- Roger Mathieu
- Jacques Mathis
- Joseph Maugard
- Charles Mauric
- Michel Maurice-Bokanowski
- Roger Maylié
- André Mazana
- Alphée Maziéras
- Christian Mégret de Devise
- Paul Mélis
- Jacques Menestrey
- François de Menthon
- Édouard Méric
- Pierre Messmer (chancelier de l'ordre, 2006-2007)
- Raymond Meyer
- Paul-Hémir Mezan
- Louis Michard
- Simone Michel-Lévy
- Paul Milleliri
- Jean de Milleret
- René Millet
- Victor Mirkin
- Pierre Moguez
- le roi du Maroc Mohammed V
- Roger Mompezat
- Rémond Monclar (Rémond Magrin dit Monclar)
- Raoul Monclar (Raoul Magrin-Vernerey, dit Monclar, alias Ralph Monclar)
- René Mondenx
- Georges Monéger
- Henri Montfort
- Xavier de Montbron
- Yves Monteggiani
- Fred Moore (chancelier de l'ordre, 2011-2012)
- Yvon Morandat
- Émilienne Moreau-Évrard
- André Morel
- René Morel
- Tom Morel
- François Morel-Deville
- Paul Morlon
- Pierre de Morsier
- Roger Motte
- Jacques Mouchel-Blaisot
- René Mouchotte
- Jean Moulin
- André Moulinier
- André Mounier
- Mouniro
- Yves Mourier
- Léonel de Moustier
- Jean des Moutis
- André Moynet
- Jean Mufraggi
- Henri Muller
- Jules Muracciole
- Émile Muselier

N
- Jean Nanterre
- René de Naurois
- Léon Nautin
- Némir
- Edmond Nessler
- Jean Netter
- Paul Neuville
- Jean-Bernard Ney
- Louis Nicolas
- René Nicolau
- Alfred Noël
- Robert Noireau
- Yves Nonen
- Lucien Nouaux, dit Marc
- Jean-Pierre Nouveau

O
- Paul Oddo
- Aloysius Odervole
- Pierre Olivier
- Marc O'Neill
- Jean Orbello
- Marcel Orsini
- Paul Ortoli
- Louis Oubre

P
- René Pailleret
- Noël Palaud
- William Palcy
- Gaston Palewski
- Pierre Pannetier
- André Parant
- Gilbert Parazols
- Jacques Pâris de Bollardière
- Alexandre Parodi
- René Parodi
- André Patou
- Joseph Paturau
- Joseph Pécro
- René Peeters
- Élie Péju
- Louis Pélissier
- Adrien Peltier
- Pierre Pène
- Joseph Perceval
- Achille Peretti
- Etelvino Perez
- Victor Perner
- Jacques Pernet
- François Péron
- Antoine Péronne
- Guy Pérotin
- Raymond Perraud
- Raymond Pétain
- Jacques Petitjean
- René Petre
- François Philippe
- Albert Piault
- Michel Pichard
- Jean Pichat
- Jacques Piette
- Charles Pijeaud
- Alfred Pillafort
- Jean Pillard
- Christian Pineau
- Edmond Pinhède
- Édouard Pinot
- Stéphane Piobetta
- Hippolyte Piozin
- Jean Plantevin
- Maurice Plantier
- René Pleven
- Roger Podeur
- Raymond Pognon
- Jean Poirel
- Ange Pois[d],[h]
- René Poitevin
- Pierre Poletti
- Jean Pompei
- Dominique Ponchardier
- Pierre Ponchardier
- Edmond Popieul
- Charles Porcheron
- Paul Postaire
- André Postel-Vinay
- Joseph Pouliquen
- Pierre Pouyade
- Roland de La Poype
- Paul Prets
- Moïse Priez
- Corentin Prigent
- Maurice Prochasson
- Georges Prost
- Jean Proszeck
- Ernest Pruvost
- Édouard Przybylski
- Pierre Puech-Samson
- Joseph Putz
- Lazare Pytkowicz

Q
- René Quantin
- André Quelen
- Jean-Marie Querville
- Robert Quilichini
- André Quirot

R
- Philippe Ragueneau
- Henry de Rancourt de Mimérand
- Claude Raoul-Duval
- Pierre Rateau
- Serge Ravanel
- Laurent Ravix
- Georges-Louis Rebattet
- Louis Rebour
- David Régnier
- Eugène Reilhac
- Alfred Reilinger
- Jean Rémy
- Jacques Renard (1902-1980)
- Jacques Renard (1914-1944)
- Gilbert Renault (Colonel Rémy)
- Henri Rendu
- Jacques Renouvin
- Jean-Gabriel Revault d'Allonnes
- Tibor Revesz-Long
- Jean Rey
- Louis Ricardou
- Paul Rimbaud
- Noël Riou
- Joseph Risso
- Roger Ritoux-Lachaud
- Louis Rivié
- Paul Rivière
- Jacques Robert
- Julien Roger
- Mathieu Rogier
- Maurice Rolland
- Yves Rolland
- Henri Rol-Tanguy
- Henri Romanetti
- Henri Romans-Petit
- André Rondenay
- Paul-Jean Roquère
- Philippe Roques
- Raymond Roques
- Jean Rosenthal
- Jean-Pierre Rosenwald
- Pierre Rosset-Cournand
- Georges Rossi
- Robert Rossi
- Charles Rossignol
- Georges Rossignol
- Élie Rouby
- Constant Roudaut
- Pierre Rougé
- Jacques Rouleau
- Jacques Roumeguère
- Nicolas Roumiantzoff
- Rémy Roure
- Jean Rousseau-Portalis
- Antoine Rousselot
- Henri Rousselot
- André Roux
- Robert de Roux
- André Rouxel
- François Rozoy
- Louis Rubaud
- Henry de Rudelle
- Charles Rudrauf
- Pierre Ruibet
- Josef Rysavy

S
- Raymond Sabot
- Bernard Saint-Hillier
- Pierre de Saint-Mart
- Jean Sainteny
- Jules Saliège
- André Salvat
- Marcel Sammarcelli
- Charles Santini
- Maurice Sarazac
- Jean-Pierre Sartin
- Philippe Sassoon
- Robert Saunal
- Michel Sauvalle
- Henri Sautot
- Alain Savary
- Albert Savary
- Horace Savelli
- Jacques Savey
- Fred Scamaroni
- Henri Schaerrer
- Alfred de Schamphelaëre
- Jacques-Henri Schloesing
- Étienne Schlumberger
- Paul Schmidt
- André Schock
- Pierre Schrimpf
- Maurice Schumann
- Philippe de Scitivaux
- Xavier de Scitivaux
- Roger Séférian
- Jacques de Segrais
- François Seité
- Maurice Sère
- Henri Serizier
- Charles Serre
- Jacques Sevestre
- Adolphe Sicé
- Henri Silvy
- Jean Silvy
- Henri Simon
- Jean Simon (chancelier de l'ordre, 1978-2002)
- Jean-Salomon Simon
- Henri Simon-Dubuisson
- Pierre Simonet
- Roger Sinaud
- François Sommer
- Pierre Sonneville
- André Sorret
- Jean-Marie Souberbielle
- Jacques Soufflet
- Henri Soulat
- Albert Souques
- Jean-Louis Sourbieu
- Roger Speich
- Jacques de Stadieu
- Michel Stahl
- Jean Starcky
- Marcel Suarès

T
- Benjamin Tagger
- Marcel Taillandier
- Joseph Tardieu
- René Tardy
- Jacques Tartière
- Marie-Roger Tassin
- Pierre Tassin de Saint-Péreuse
- Gaston Tavian
- Jacques Tayar
- Georges William Taylor
- Auguste Techer
- Jean de Tedesco
- Aimé Teisseire
- Pierre-Henri Teitgen
- Teriieroo a Teriierooiterai
- Roland Terrier
- Alexandre Ter Sarkissoff
- Charles de Testa
- Gérard Théodore
- Fernand Thévenet
- Pol Thibaux
- Gabriel Thierry
- Georges Thierry d'Argenlieu (chancelier de l'ordre, 1941-1958)
- Denis Thiriat
- André Thoreau
- Lucien Thuilliez
- Félix Tilly
- François Tilly
- Ettore Toneatti
- Louis Torcatis
- Elie Touchaleaume
- Alfred Touny
- Roger Touny
- Raymond Tournier
- Henri Tourtet
- Martin Touzeau
- Jean Tranape
- Joseph Trigeaud
- Paul Tripier
- René Troadec
- René Troël
- Jacques Trolley de Prévaux[29]
- Pierre Troquereau
- Jean Tulasne
- Jaime Turrell y Turrull
- Edgard Tupët-Thomé

U
- Pierre-Paul Ulmer
- Georges Ungerman

V
- Martial Valin
- François Vallée
- François Valli
- Lucien Vanner
- André Varnier
- Étienne de Vaux
- Bohumil Vazac
- Gaston Vedel
- Gilbert Médéric-Védy
- Jacques de Vendeuvre
- Michel Vergès
- Joseph Vergos
- Richard Verheust
- Henri Verdier
- Firmin Vermeil
- Jean-Pierre Vernant
- Jean Vernier
- André Verrier
- Michel Verstraete
- Adolphe Vézinet
- Jean Vialard-Goudou
- Paul Laurent Vibert
- Pierre Viénot
- Charles Vignes
- Daniel Vigneux
- Angel Villerot
- Harry de Villoutreys
- Henri Viltard
- Marcel Vincent
- Alban Vistel
- Jean Volvey
- Jean Vourc'h
- Jacques Voyer

W
- Agoussi Wabi
- Otto Wagner
- René Wagner
- Aloïzo Waleina
- René Weil
- René-Georges Weill
- Robert Weill
- James Worden
- Roger Wybot
- Nicolas Wyrouboff

Z
- André Zirnheld

### Femmes compagnons
Les six femmes compagnons sont :
- Berty Albrecht
- Laure Diebold[i]
- Marie Hackin
- Marcelle Henry
- Simone Michel-Lévy
- Émilienne Moreau-Évrard

### Communes

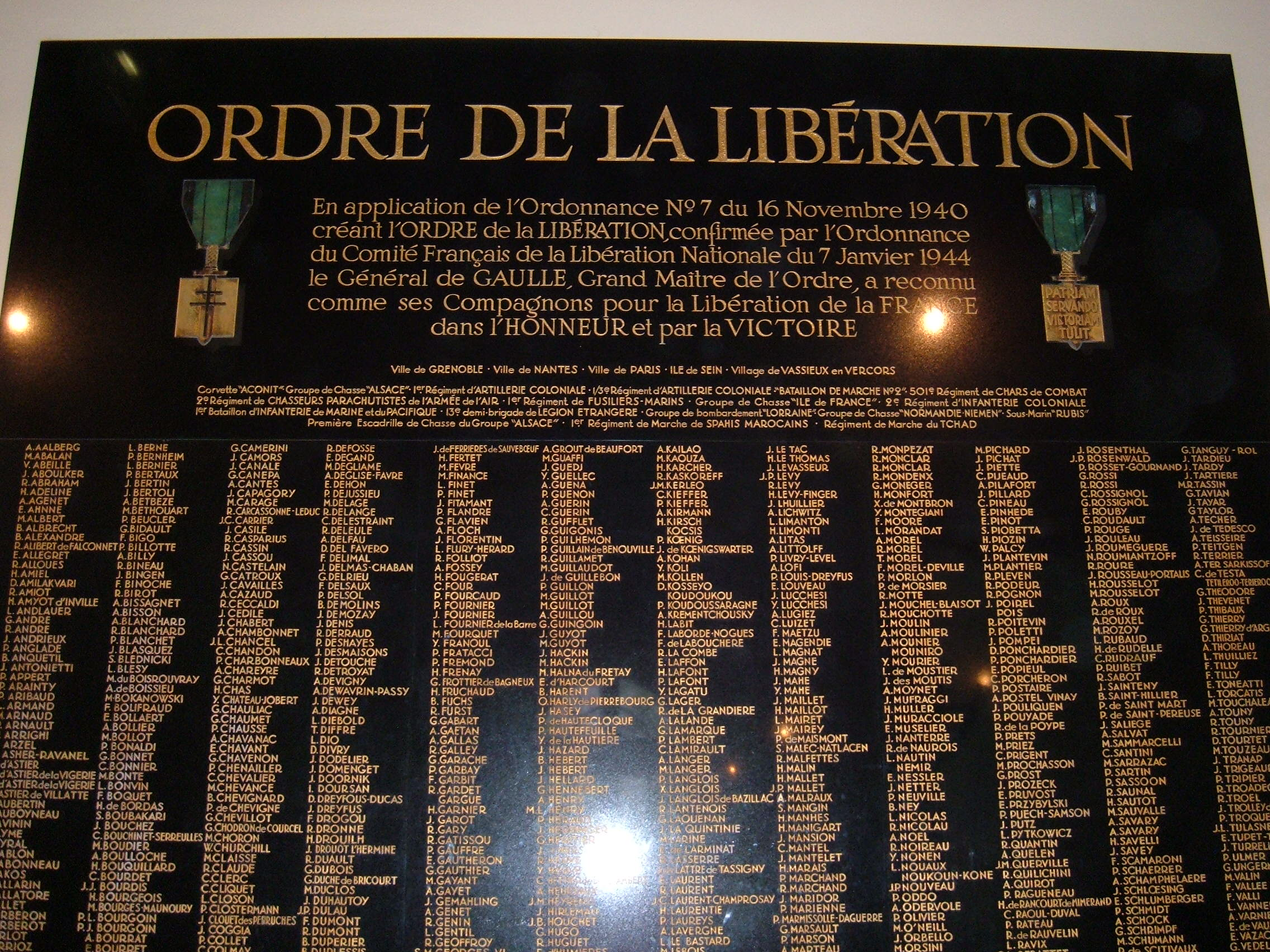
Plaque avec la liste des compagnons, au musée de l'Armée, à Paris.

Les cinq « collectivités civiles » décorées sont les communes de :
- Nantes par décret du 11 novembre 1941[32] ;
- Grenoble par décret du 4 mai 1944[33] ;
- Paris par décret du 24 mars 1945[34] ;
- Vassieux-en-Vercors par décret du 4 août 1945[35] ;
- Île-de-Sein par décret du 1er janvier 1946[36].

### Unités militaires

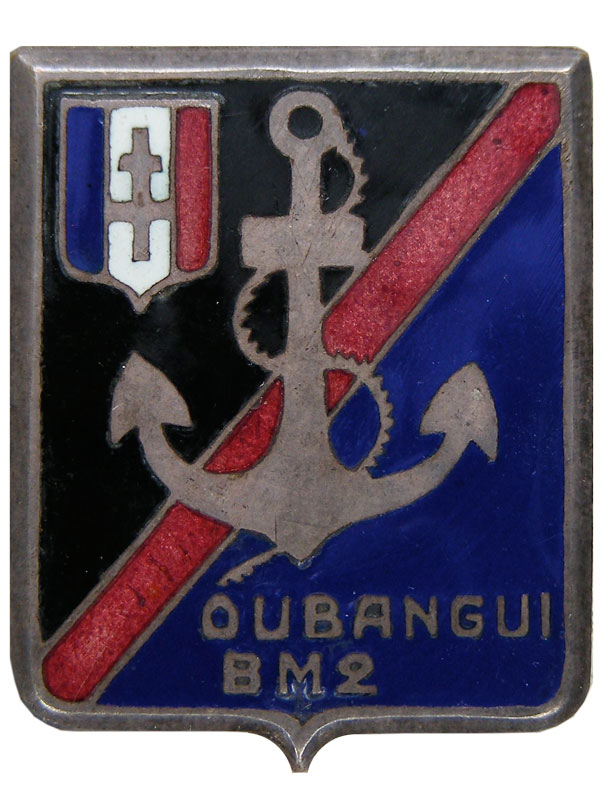
Insigne du bataillon de marche no 2 de l'Oubangui-Chari (Afrique équatoriale française).

Armée de terre

#### Unités de la1redivision française libre (1reDFL)
- Bataillon de marche no 2 (BM2)
- 13e demi-brigade de Légion étrangère (13e DBLE)
- Bataillon d'infanterie de marine et du Pacifique (BIMP)
- 1er régiment de fusiliers marins (RFM)
- 1er régiment d'artillerie coloniale
- 2e régiment d'infanterie coloniale
- 3e régiment d'artillerie coloniale

#### Unités de la2edivision blindée (2eDB)
- Régiment de marche du Tchad (RMT)
- 1er régiment de marche de spahis marocains (1er RMSM)
- 501e régiment de chars de combat (501e RCC)

Marine nationale
- Sous-marin Rubis
- Corvette Aconit

Armée de l'air
- Escadrille française de chasse n°1
- Groupe de chasse Normandie-Niémen
- 2e régiment de chasseurs parachutistes de l'Armée de l'air
- Groupe de bombardement Lorraine
- Groupe de chasse Île-de-France
- Groupe de chasse Alsace

## Reconnaissance britannique
Lors de la célébration du 80e anniversaire de l'appel du 18 Juin, le premier ministre britannique Boris Johnson annonce que les quatre derniers compagnons de la Libération vivants, Edgard Tupët-Thomé, Pierre Simonet, Daniel Cordier et Hubert Germain sont nommés membres honoraires de l'ordre de l'Empire britannique.

## Hommages
La promotion 2018-2021 de l’École spéciale militaire de Saint-Cyr porte le nom de « Compagnons de la Libération ».

## Dans la culture populaire
Les compagnons de la Libération est une série de bande dessinée historique publiée depuis 2019 ; dix tomes sont parus.
- 1 Général Leclerc, Bamboo Édition, Grand Angle, juin 2019
Scénario : Jean-Yves Le Naour - Dessin : Frédéric Blier - Couleurs : Sébastien Bouët - (ISBN 978-2-8189-6699-0)
- 2 Pierre Messmer, Bamboo Édition, Grand Angle, juin 2019
Scénario : Catherine Valenti - Dessin : Philippe Tarral - Couleurs : Fabien Blanchot - (ISBN 978-2-8189-6709-6)
- 3 Jean Moulin, Bamboo Édition, Grand Angle, août 2019
Scénario : Jean-Yves Le Naour - Dessin : Iñaki Holgado - Couleurs : Sébastien Bouët - (ISBN 978-2-8189-6728-7)
- 4 Romain Gary, Bamboo Édition, Grand Angle, septembre 2020
Scénario : Catherine Valenti - Dessin : Claude Plumail - Couleurs : Sébastien Bouët - (ISBN 978-2-8189-7698-2)
- 5 Philippe Kieffer, Bamboo Édition, Grand Angle, mars 2021
Scénario : Jean-Yves Le Naour - Dessin : Frédéric Blier - Couleurs : Sébastien Bouët - (ISBN 978-2-8189-7683-8)
- 6 Hubert Germain, Bamboo Édition, Grand Angle, janvier 2022
Scénario : Jean-Yves Le Naour - Dessin : Alain Mounier - Couleurs : Sébastien Bouët - (ISBN 978-2-8189-8405-5)
- 7 Simone Michel-Lévy, Bamboo Édition, Grand Angle, janvier 2022
Scénario : Catherine Valenti - Dessin : Claude Plumail - Couleurs : Fabien Blanchot - (ISBN 978-2-8189-8453-6)
- 8 L'île de Sein, Bamboo Édition, Grand Angle, mars 2022
Scénario : Jean-Yves Le Naour - Dessin : Brice Goepfert - (ISBN 978-2-8189-6943-4)
- 9 Vassieux en Vercors, Bamboo Édition, Grand Angle, 5 juillet 2023
Scénario : Jean-Yves Le Naour - Dessin : Claude Plumail - (ISBN 978-2818998335)
- 10 Grenoble, Bamboo Édition, Grand Angle, juin 2024
Scénario : Jean-Yves Le Naour - Dessin : Philippe Tarral - (ISBN 979-1-0411-0303-4)